# Крокодилополь

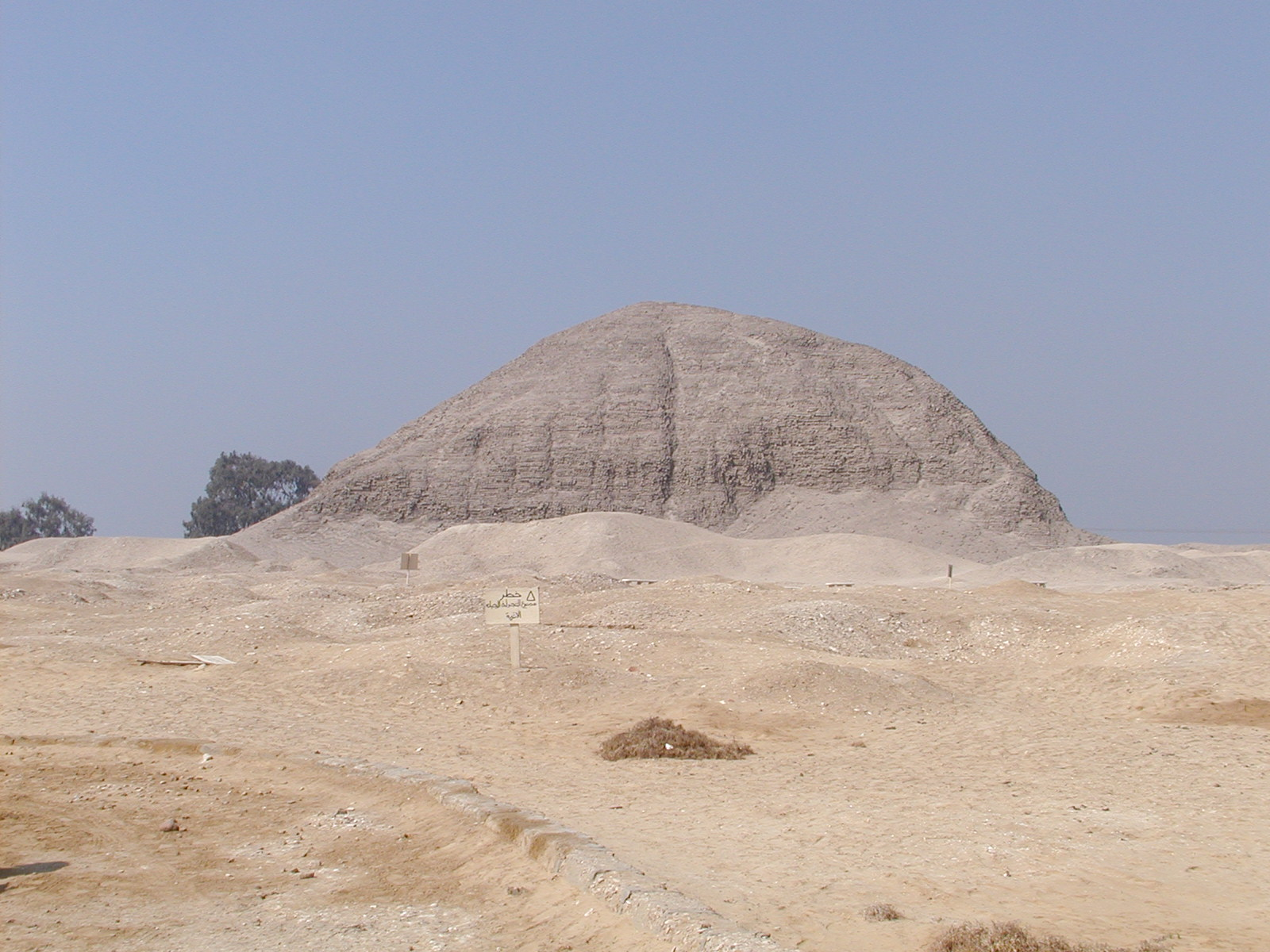
Піраміда Аменемхета III у Хаварі біля Крокодилополя

Крокодилополь (Κροκοδείλων πόλις) — грецька назва давньоєгипетського міста Шедіт, розташованого на березі Мерідового озера у Фаюмській оазі. Нині на його місці розташовано місто Кіман-Фаріс.

## Історія
Шедіт був культовим центром Себека — бога з головою крокодила. У великому храмі у вигляді лабіринту, описаному Геродотом, жерці тримали земне втілення Себека — священного крокодила, убраного золотом та алмазами. Після смерті священних крокодилів муміфікували, подібно до жерців і фараонів. В одному тільки Ком-ель-Брейгаті археологи виявили цвинтар з двома тисячами крокодилових мумій, не враховуючи різного поховального приладдя, наприклад, особливого роду ніш для крокодилів.
Птолемей II Філадельф перейменував Крокодилополь на Арсіною на честь Арсіної II, своєї сестри та дружини. З поширенням християнства в Арсіної було започатковано коптське єпископство. Про ранній розвиток християнства свідчать пізньоантичні папіруси, що їх було виявлено в околицях Крокодилополя у великій кількості у 1877–1878 роках.
| Прапор Єгипту | Це незавершена стаття про Єгипет. Ви можете допомогти проєкту, виправивши або дописавши її. |